# Corruption (film, 1950)
Pour les articles homonymes, voir Corruption (homonymie).
Pour plus de détails, voir Fiche technique et Distribution.
Corruption (titre original : The Underworld Story) est un film américain réalisé par Cy Endfield, sorti en 1950, avec Dan Duryea, Herbert Marshall, Gale Storm, Howard Da Silva et Michael O'Shea dans les rôles principaux. Le scénario est écrit par Henry Blankfort et Cy Endfield d'après l'histoire originale The Whipped de la romancière et scénariste Craig Rice.

## Synopsis
Journaliste dans une grande ville américaine, Mike Reese (Dan Duryea) est licencié. Aucun autre journal ne veut l'embaucher à cause de sa réputation et de ses relations avec le gangster Carl Durham (Howard Da Silva). Il emprunte alors de l'argent et achète des parts dans un petit journal, The Gazette Lakewood, situé dans la ville de Lakeville. Il arrive sur place au moment où un meurtre retentissant captive la population. Sa manière de couvrir l'évenement déplaît à la propriétaire du journal, Catherine Harris (Gale Storm).

## Fiche technique
- Titre original : The Underworld Story
- Réalisation : Cy Endfield
- Scénario : Henry Blankfort et Cy Endfield d'après l'histoire originale The Whipped de Craig Rice
- Direction artistique : Dave Milton (en) et Gordon Wiles
- Photographie : Stanley Cortez
- Montage : Richard Heermance (en)
- Musique : David Rose
- Production : Bernard W. Burton (en) et Hal E. Chester (en)
- Société de production : FilmCraft Productions
- Société de distribution : United Artists
- Pays d'origine : États-Unis
- Langue : Anglais
- Genre cinématographique : Film noir, film policier
- Durée : 91 minutes
- Dates de sortie :
  - États-Unis : 26 juillet 1950

## Distribution
- Dan Duryea : Mike Reese
- Herbert Marshall : E.J. Stanton
- Gale Storm : Catherine Harris
- Howard Da Silva : Carl Durham
- Michael O'Shea : District Attorney Ralph Munsey
- Mary Anderson : Molly Rankin
- Gar Moore : Clark Stanton
- Melville Cooper : Maj. Redford
- Frieda Inescort : Mrs. Eldridge
- Art Baker : Lt. Tilton
- Harry Shannon : George Parky Parker
- Alan Hale Jr. : Shaeffer
- Stephen Dunne : Chuck Lee
- Roland Winters : Stanley Becker
- Sue England : Helen
- Lewis Russell (en) : Calvin
- Frances Chaney : Grace

Et, parmi les acteurs non crédités :
- Phil Arnold (en)
- Robert Coogan
- Douglas Evans (en)
- Ned Glass
- Harry Harvey
- Don McGuire
- Tom Monroe (en)
- Jack Mower
- Harry Strang (en)
- Edward Van Sloan

## Autour du film
- Une partie du film fut tournée à Los Angeles en Californie. Le Los Angeles City Hall et le Los Angeles Times Building (en) sont notamment visibles dans le film.
- L'histoire de ce film est similaire à celle du film de Billy Wilder Le Gouffre aux chimères (Ace in the Hole), sorti en 1951 et lui-aussi inspiré de faits divers.

## Sources
- (en) Jane S. Bakerman, And Then There Were Nine ... More Women of Mystery, Bowling Green, Bowling Green University Popular Press, 1985, 226 p. (ISBN 978-0-87972-319-4, lire en ligne), p. 120.
- (en) Larry Langman, The Media in the Movies : A Catalog of American Journalism Films, 1900-1996, Jefferson, McFarland, 2009, 334 p., p. 272.